# Marc De Clerck
Marc De Clerck (27 december 1949) is een voormalige Belgische voetballer. Hij kwam als doelverdediger onder meer uit voor KAA Gent, FC Twente en SC Heracles.
De Clerck maakte in seizoen 1970/71 zijn profdebuut voor KAA Gent (op dat moment nog La Gantoise geheten). In de zomer van 1974 werd hij door FC Twente aangetrokken om de vertrokken keeper Piet Schrijvers op te volgen. Mede door blessures kwam De Clerck echter niet aan de bak bij Twente. In twee seizoenen speelde hij slechts twee officiële duels. Vanaf seizoen 1976/77 werd hij drie seizoenen uitgeleend aan Heracles en in seizoen 1979/80 werd hij een seizoen verhuurd aan Go Ahead Eagles.
In 1980 verkaste hij naar Aberdeen FC in de Schotse Premier League. Bij zijn debuut voor deze club in een bekerwedstrijd tegen Berwick Rangers scoorde hij uit een uittrap. Na een jaar in Schotland kwam De Clerck vanaf 1981 weer uit voor Heracles. Vervolgens speelde hij nog een jaar voor De Graafschap en het Belgische KRC Harelbeke. Na zijn actieve voetbalcarrière was hij onder meer manager van KRC Gent-Zeehaven.